# Rozières-sur-Mouzon
Rozières-sur-Mouzon ist eine französische Gemeinde mit 69 Einwohnern (Stand: 1. Januar 2022) im Département Vosges der Region Grand Est. Sie gehört zum Arrondissement Neufchâteau und zum Gemeindeverband Les Vosges côté Sud-Ouest. Die Bewohner werden Roziérois und Roziéroises genannt.

## Geografie

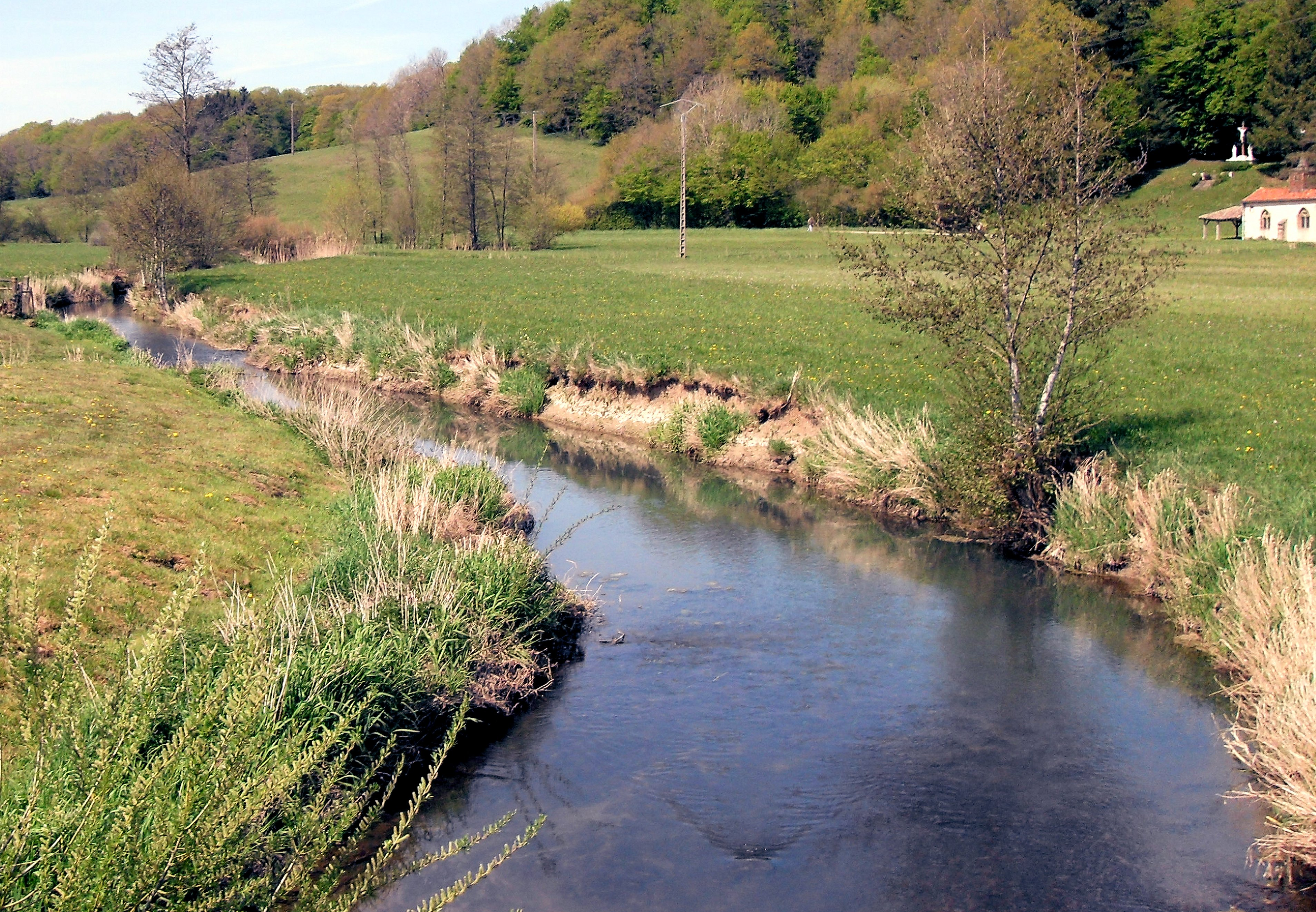
Der Fluss Mouzon im Gemeindegebiet von Rozières

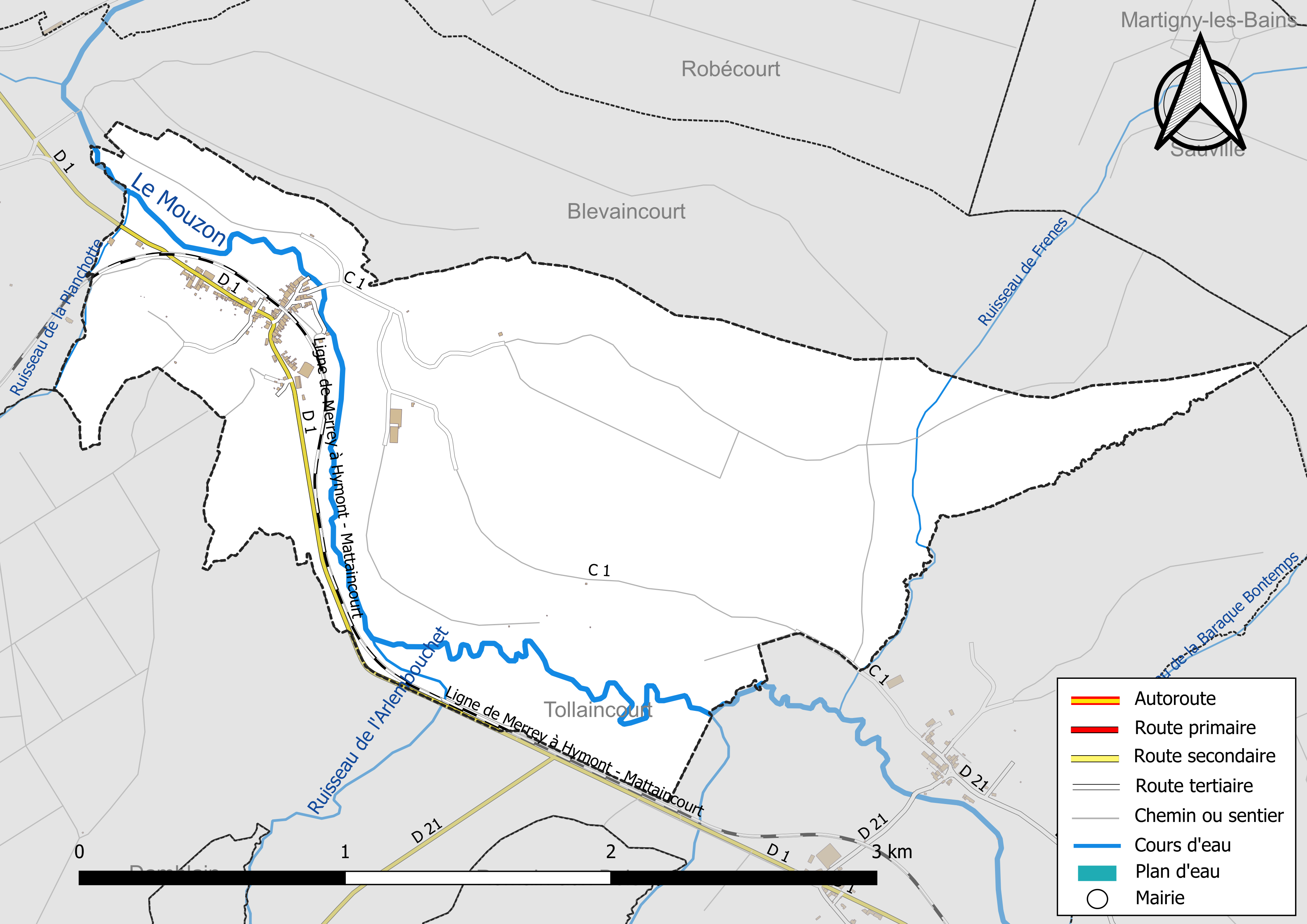
Gewässer und Straßen der Gemeinde

Rozières-sur-Mouzon liegt in Lothringen, etwa 20 Kilometer südwestlich von Vittel und etwa 57 Kilometer westlich von Épinal. Die Gemeinde liegt im Einzugsgebiet des Rheins und wird durch den Oberlauf des Mouzon, einem Nebenfluss der Maas, sowie durch den Ruisseau de l’Arlembouchet, den Ruisseau de Frenes und den Ruisseau de la Planchotte entwässert.
Die Umwelt gilt im Bereich des oberen Mouzon als sehr intakt. So sind zahlreiche Bäche, die zwischen den Sandsteinhügeln um Rozières-sur-Mouzon entspringen, als Laichgewässer der Bachforelle bekannt.
Nachbargemeinden von Rozières-sur-Mouzon sind Blevaincourt im Norden und Tollaincourt im Südosten und Süden.

## Geschichte
Die Pfarrkirche Notre-Dame in Rozières-sur-Mouzon existiert seit dem 12. Jahrhundert. Deren gotisches Eingangsportal stammt aus dem 15. Jahrhundert. 1881 bekam Rozières einen Bahnhof an der Bahnstrecke Merrey–Hymont-Mattaincourt. Bis ins 20. Jahrhundert hieß die Gemeinde Rozières. Die Umbenennung erfolgte 1961, um den Ort von anderen Gemeinden namens Rozières unterscheiden zu können.

## Bevölkerungsentwicklung
| Jahr      | 1962 | 1968 | 1975 | 1982 | 1990 | 1999 | 2006 | 2014 | 2022 |
| Einwohner | 203  | 185  | 174  | 176  | 121  | 96   | 91   | 65   | 69   |

Im Jahr 1806 wurde mit 384 Bewohnern die bisher höchste Einwohnerzahl ermittelt. Die Zahlen basieren auf den Daten von cassini.ehess und INSEE.

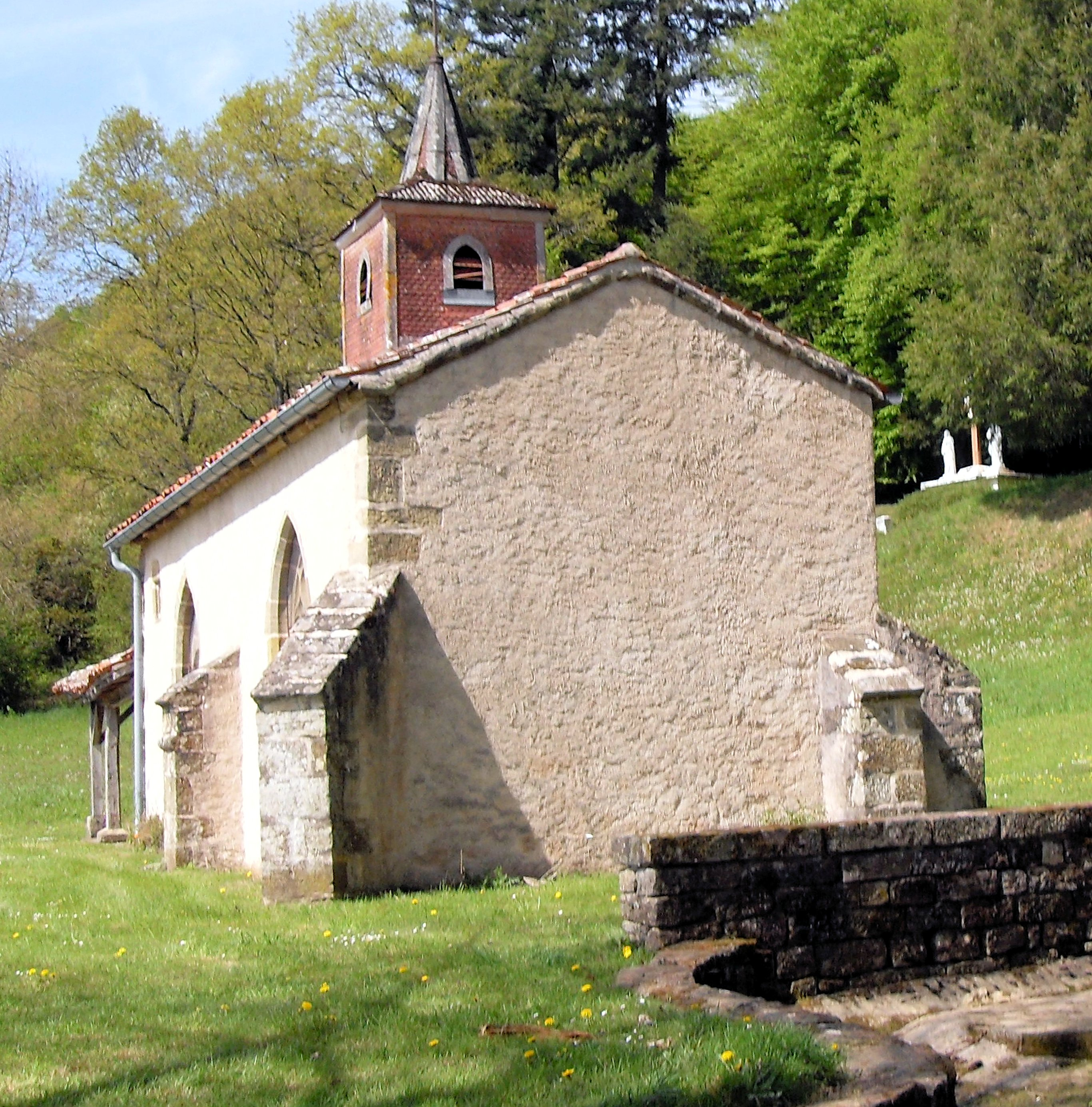
Kapelle Notre-Dame-de-Varouse

## Sehenswürdigkeiten
- Die Kirche Notre-Dame mit Ursprüngen aus dem 12. Jahrhundert ist seit 1926 als Monument historique eingeschrieben, das westliche Portal aus dem 15. Jahrhundert ist seit 1994 als Monument historique klassifiziert.
- Kapelle Notre-Dame-de-Varouse

Kirche Notre-Dame
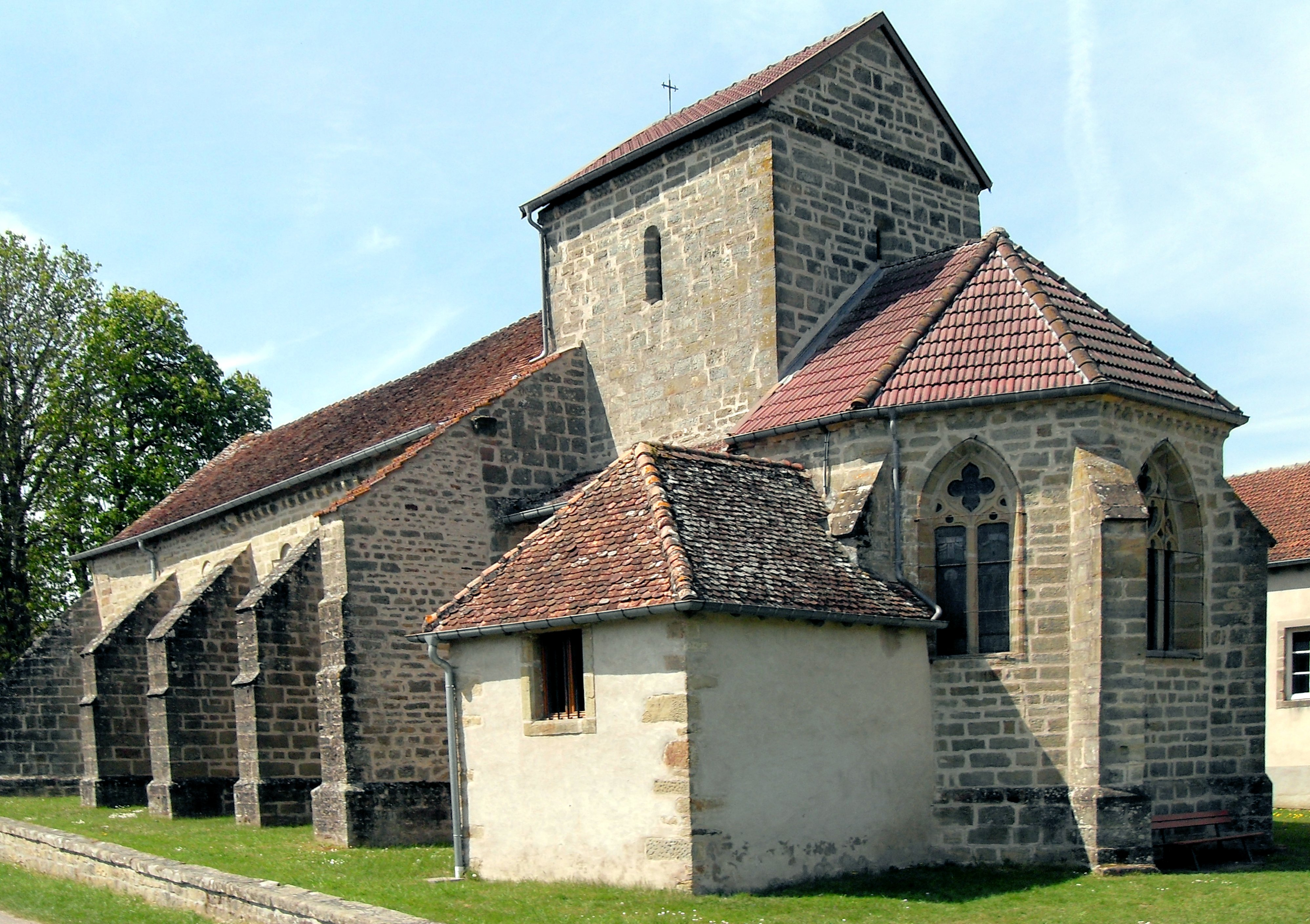
Ostseite
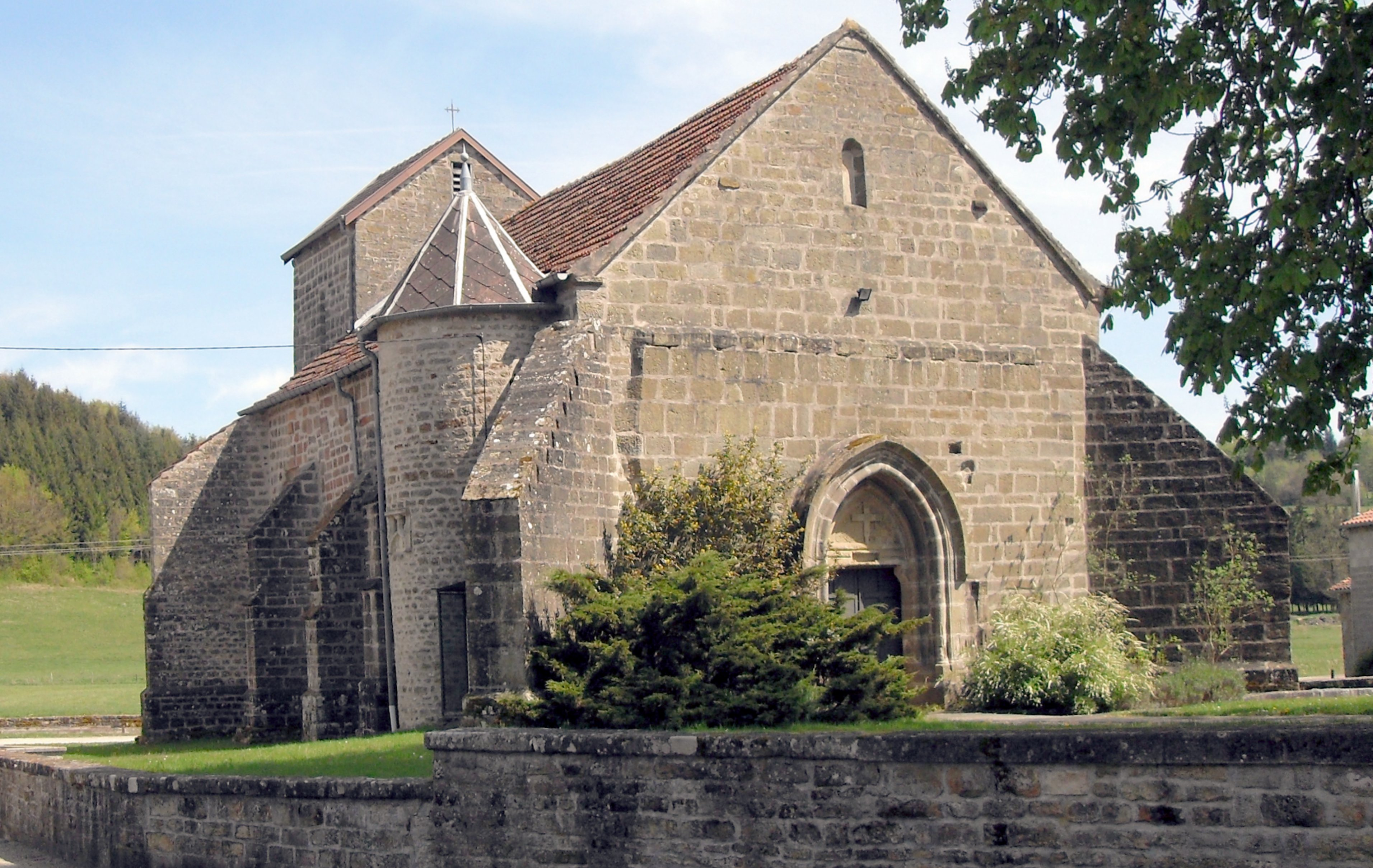
Nordwestseite
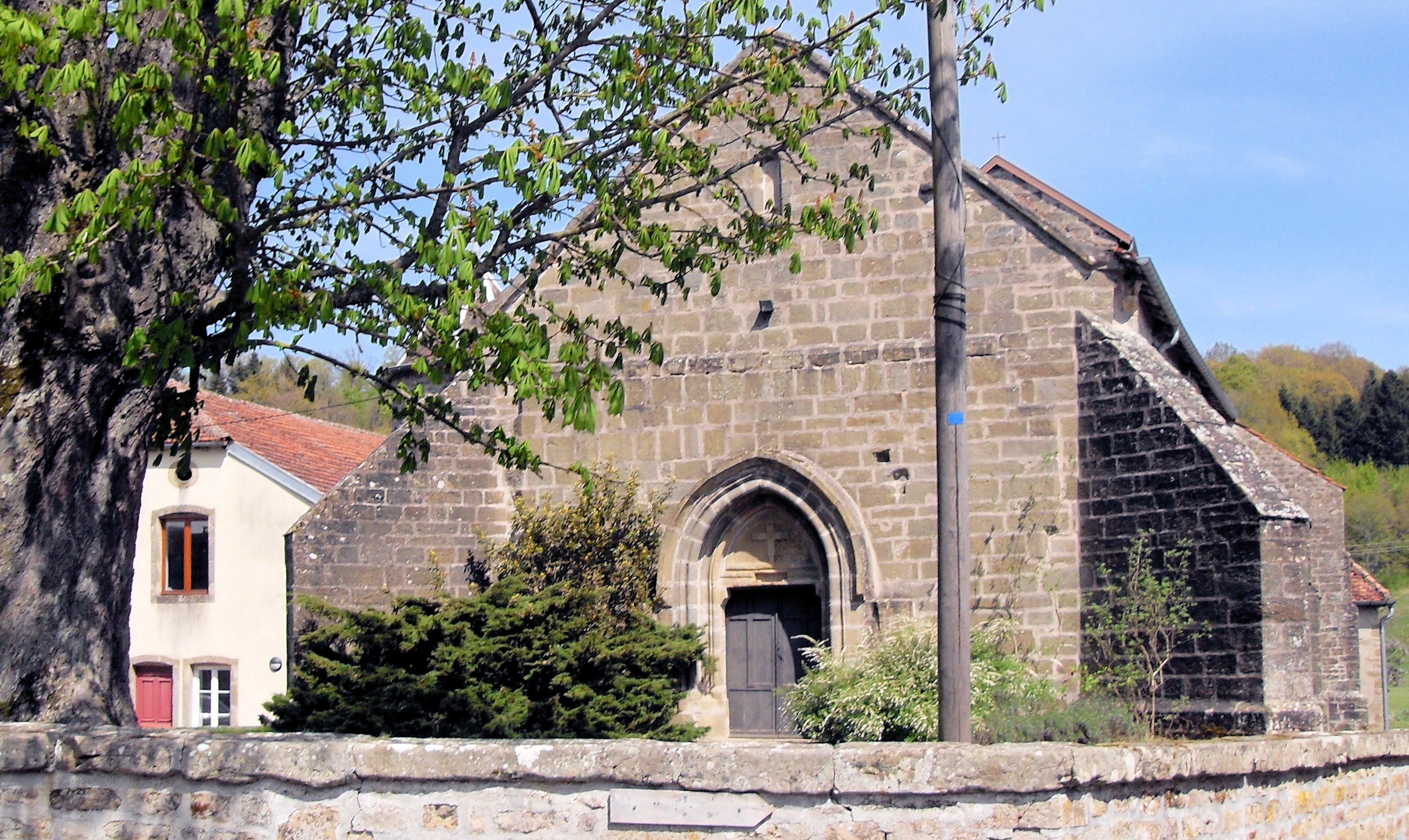
Portal im Südwesten

## Wirtschaft und Infrastruktur
In der Gemeinde sind fünf Landwirtschaftsbetriebe ansässig (Milchwirtschaft, Viehzucht).
Suchgrabungen nach Steinkohle in den 1840er Jahren blieben ohne Erfolg. Reste der Schächte sind im Gemeindegebiet erhalten.
Durch die Gemeinde führt die Route départementale D 1 von Neufchâteau nach Lamarche. Vier Kilometer nordwestlich besteht ein Anschluss an die Autoroute A 31. Der Bahnhof Rozières-sur-Mouzon liegt an der nicht mehr im Personenverkehr bedienten Bahnstrecke Merrey–Hymont-Mattaincourt.

## Belege
1. ↑  Naturerbe (französisch) (Memento vom 4. November 2016 im Internet Archive)
2. ↑  Eintrag in der Base Mérimée des Kulturministeriums. Abgerufen am 10. Januar 2015 (französisch).
3. ↑  Rozières-sur-Mouzon auf cassini.ehess
4. ↑  Rozières-sur-Mouzon auf INSEE
5. ↑  Landwirtschaftsbetriebe auf annuaire-mairie.fr (französisch)